# Psautier d'Utrecht

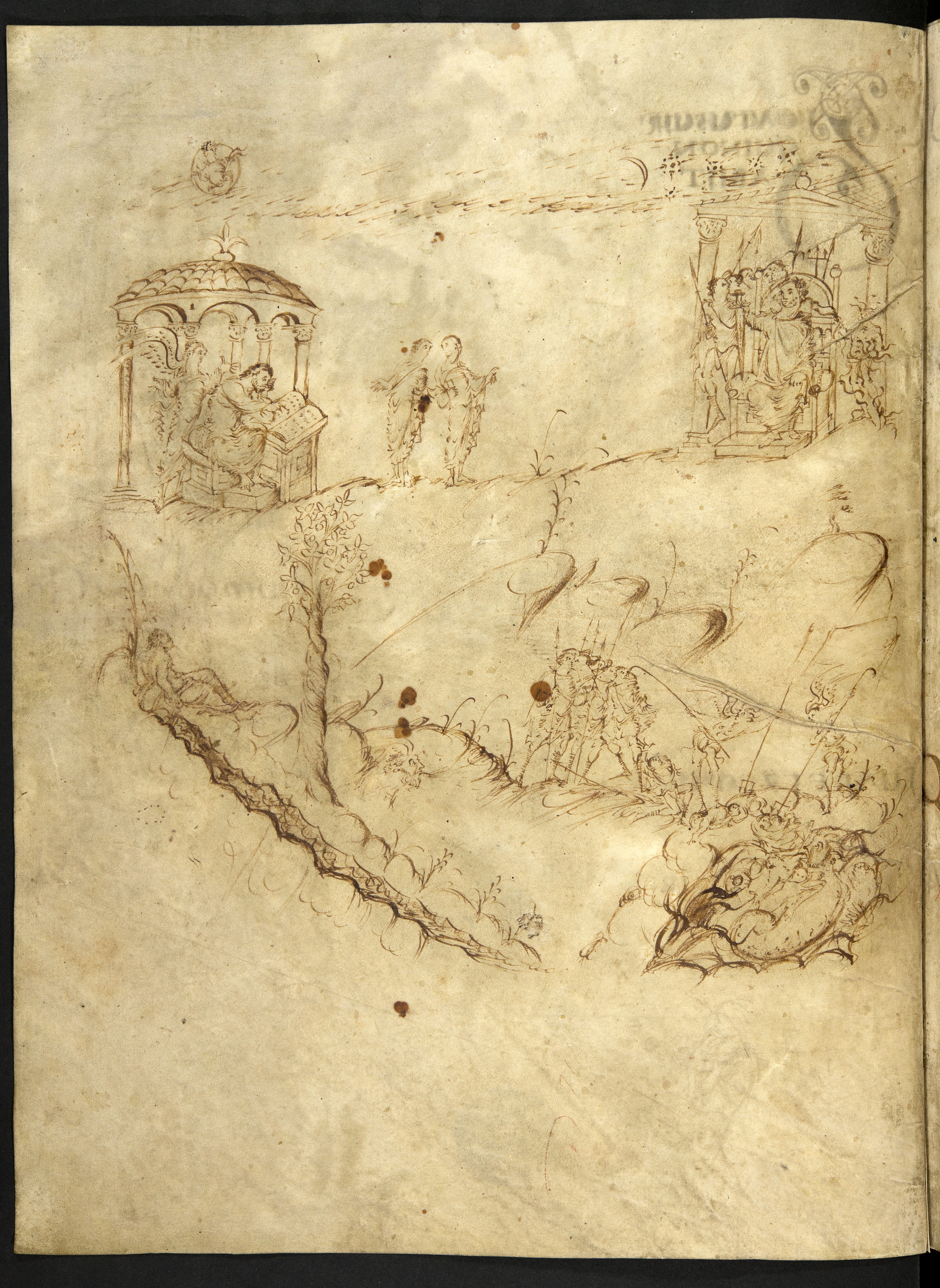
Le début du psautier.

Le psautier d'Utrecht (Utrecht, Universiteitsbibliotheek, MS Bibl. Rhenotraiectinae I Nr 32.) est un manuscrit enluminé du IXe siècle, et l'un des chefs-d'œuvre de l'art carolingien.
Il est probablement un des manuscrits les plus précieux des Pays-Bas. Il est célèbre pour ses 166 illustrations très vivantes, chacune accompagnant un psaume ou un autre texte du manuscrit. Ces autres textes comprennent des cantiques et des hymnes, utilisés pour la Liturgie des Heures, notamment le Te Deum ou le Symbole d'Athanase. Ce dernier a été le sujet d'études poussées de la part de Thomas Duffus Hardy et d'autres à la redécouverte du psautier au XIXe siècle. Un fac-similé complet du psautier a été exécuté en 1875.

## Histoire

### Création
On pensait au début que le psautier datait du VIe siècle en grande partie à cause des conventions archaïques d'écriture qui y sont employées. Il est en effet écrit en quadrata, une écriture abandonnée au IXe siècle dans les manuscrits carolingiens. On estime aujourd'hui qu'il s'agit d'une imitation des capitales romaines et que le manuscrit est daté du IXe siècle au plus tôt. Plusieurs hypothèses ont été évoquées : au regard de sa taille et de l'écriture employée, le psautier d'Utrecht devait être utilisé dans le chœur, pour que plusieurs moines puissent lire et chanter en même temps ; ou alors, il a servi à des jeunes moines, qui apprenaient ainsi les cantiques par cœur, ce qui expliquerait le nombre d'illustrations. Il s'agit en fait d'un psautier d'usage personnel et solennel, sans doute destiné à la psalmodie méditée individuel d'un grand personnage ecclésiastique. En effet, l'usage de psautiers pour la liturgie chorale ne s'est répandu qu'à la fin du Moyen Âge et la qualité de la facture de l'ouvrage exclut l'hypothèse selon laquelle il aurait pu servir à l'apprentissage.  Et ce d'autant plus que ce psautier a été vraisemblablement fabriqué du côté de Reims, de par sa similarité avec les Evangiles d'Ebbon . Il a dû être commandé par l'archevêque Ebon de Reims, on le date entre 816 et 835. D'autres chercheurs avancent la date de 850, en se basant sur ses illustrations, qui semblent être tirées des voyages de Gottschalk d'Orbais. De même, les illustrations du Symbole d'Athanase et d'autres détails seraient plutôt le fait du successeur d'Ebon, Hincmar.

### Pérégrinations
Un séjour du manuscrit, à la fin du IXe siècle, dans la région de Metz, peut-être à la cour de Charles II le Chauve, est possible sur la base des influences apparentes du manuscrit sur l'art de la région.
Le manuscrit arrive à la cathédrale de Canterbury vers l'an 1000, date à laquelle une copie est faite. Celle-ci, le Psautier Harley, est à la British Library (MS Harley 603). Le psautier est copié intégralement à trois reprises au Moyen Âge. La seconde copie est le Psautier d'Eadwine (Cambridge, Trinity College Library, MS R.17.1), faite en 1155-60 avec des ajouts en 1160-1170 et le texte porté à cinq versions pour chaque psaume. Le dernier exemplaire, le Psautier anglo-catalan, une version en couleurs rehaussées d'or, est réalisé vers 1180-1190. Il est illustré par un artiste anglais entre 1180-1200, puis terminé en 1340-1350 par un artiste catalan qui utilise un style gothique différent. Les images sont quelque peu simplifiées et leur nombre réduit. Il est conservé à la Bibliothèque nationale de France MS Lat. 8846.
Des reproductions dans des matériaux divers ont déjà été faites auparavant ; des groupes de personnages identiques au manuscrit apparaissent dans un cristal gravé carolingien conservé au British Museum (le Lothaire Crystal, de style très différent) ; sur du métal et sur de l'ivoire de style carolingien tardif qui reprennent des figurines présentes dans le psautier d'Utrecht.
Le manuscrit original reste deux siècles au moins, à Cantorbéry. Après la dissolution des monastères en 1538 (Cantorbéry est une cathédrale monastique), il devient la possession de Robert Bruce Cotton, le fameux antiquaire anglais, qui inscrit ses armes sur la couverture. Cotton prête le manuscrit au grand collectionneur Thomas Howard qui l'emmène en exil avec lui au cours de la première révolution anglaise. Il est aux Pays-Bas en 1642 et est vendu par la veuve et le fils de Howard après sa mort. Il parvient à l'université d'Utrecht en 1716, date à laquelle il est déposé dans la bibliothèque de l'université. Il est retrouvé dans la bibliothèque en 1858. 

## Manuscrit
Le volume complet contient 108 feuilles en vélin, d'une taille d'à peu près 33 cm sur 25 cm. Les feuilles sont rassemblées en cahier de 8 pages. Enfin, il y avait probablement au début un « portrait de l'auteur » en David. Le texte d'aujourd'hui commence par une lettrine entrelacée de style britannique.

## Enluminures

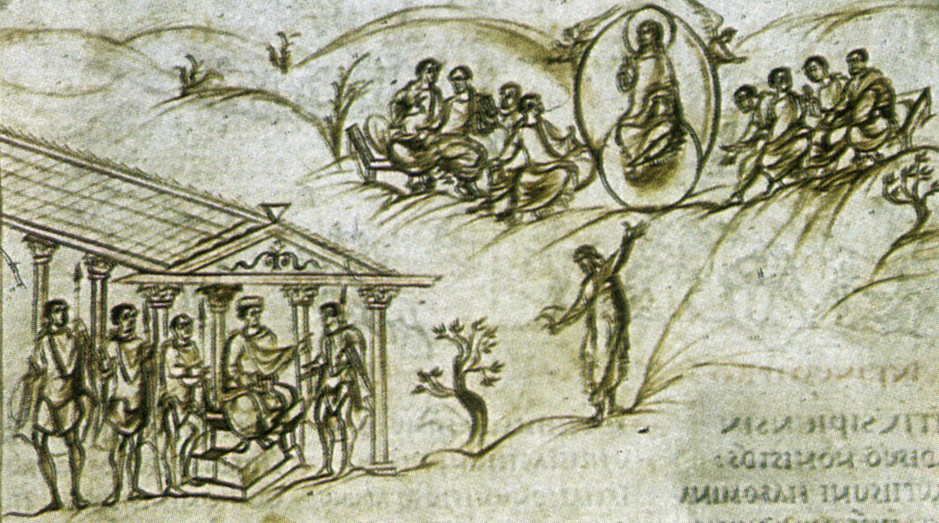
Une page du psautier - Folio 30.

Le Psautier d'Utrecht est richement illustré par des dessins à l'encre, pleins de vie, pour chaque psaume. Certains psaumes sont illustrés avec plusieurs dessins, en effet, il y a 166 dessins pour 150 psaumes.
Les miniatures sont des silhouettes dessinées en bistre, une technique populaire lors de la renaissance carolingienne car moins coûteuse et plus rapide à exécuter que les illustrations en couleurs. À une époque où l'Évangéliaire reste encore l'objet principal de l'enluminure, le Psautier d'Utrecht est très inhabituel à la fois par le nombre de ses illustrations, leur taille, et les groupes importants de petits personnages qu'il contient. Il est le plus ancien et le plus illustré des psautiers carolingiens narratifs et autres manuscrits.
La très grande liberté de ses enluminures peut s'expliquer par les lecteurs, probablement monastiques, auquel il était destiné, ce qui le différencie des productions plus sacerdotales destinées à la cour et à la prêtrise. Les images, sans cadre, offrent une iconographie variée et originale, montrant une vivacité d'esprit et une absence de convention que l'on ne trouve pas dans d'autres livres cérémoniels.
D'autres psautiers carolingiens, comme le psautier doré de Saint-Gall et le sacramentaire de Drogon, présentent l'innovation de mettre la plupart des enluminures avec des personnages dans les lettrines. Le psautier byzantin Chludov représente une tradition comparable de l'Est. Le style de Reims ayant aussi  été influencé par des artistes fuyant l'iconoclasme byzantin.
Meyer Schapiro fait partie de ceux qui ont avancé que le psautier imite des enluminures d'un manuscrit de l'antiquité tardive, antérieur de quatre ou cinq siècles. Les détails de l'iconographie l'ayant amené à croire à un «modèle latin» intermédiaire datant des années 700. Que les miniatures soient, en grande partie, inspirées d'un manuscrit plus ancien, d'abord  contesté par certains, semble avoir emporté l'adhésion générale, bien que les postulats varient sur la nature et la période de réalisation du document précédent.
Le style des dessins est théâtral, marquée par le mouvement. Les créatures bondissantes et les plis flottants des draperies, dans un paysage légèrement esquissé en arrière-plan, occupent l'intégralité de l'espace d'une page.
Plusieurs épisodes différents peuvent être illustrés dans une enluminure. Certains interprétant le texte très littéralement, en fait trop littéralement ce qui est typiquement médiéval. D'autres, s'appuyant sur une association avec le texte pour créer des images élaborées, comme les scènes du Nouveau Testament ou les motifs de l'iconographie chrétienne. En dépit du style individuel, les mains de huit artistes différents ont été décelés.
Le Psautier d'Utrecht est généralement considéré comme important dans le développement de l'art anglo-saxon de la fin du dixième siècle. Le style artistique de cette œuvre d'art semble avoir été copié et adapté par des artistes anglo-saxons de cette époque. Bien qu'il soit peu probable que ce seul manuscrit soit le seul responsable de cette évolution, le style développé à partir de celui-ci est parfois connu sous le nom de « style de dessin Utrecht » et a survécu presque sans changement pendant les années 1020.

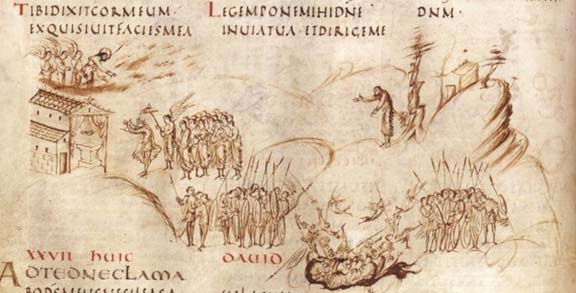
Folio 15b illustrant le psaume 27.

L'enluminure du psaume 27 est centré sur ceux qui descendent dans la fosse. Des créatures ailées poussent les « travailleurs de débauche » avec des lances. Sur la gauche, un roi se tient devant un temple, le Christ et ses anges sont au-dessus. L'ombrelle tenue au-dessus du roi est considérée comme la preuve que le manuscrit n'a pas été produit par un artiste anglo-saxon.
L'illustration du psaume 115 montre une crucifixion ainsi que le calice  recueillant le sang coulant du flanc du Christ.
Les premières images similaires connues sont une miniature du sacramentaire de Drogon (daté de 840-855) et un ivoire du livre des Péricopes d'Henri II (daté de 840-870). Ce qui argumente en faveur d'une date ultérieure pour le psautier d'Utrecht, car, dater ses enluminures d'avant 835, ferait de lui un prédécesseur substantiel à d'autres exemples carolingiens existants de ce thème.

## Textes additionnels
Après le Livre des Psaumes, comme dans d'autres psautiers, le manuscrit comprend des cantiques et d'autres documents, dont les cantiques du prophète Ésaïe le (Is 12 et Est 38) et le troisième cantique d'Isaïe (1 Samuel 2:1-10). Le cantique du prophète Moïse (Ex 15:1-13) comprend 17-20 ajouté à la marge inférieure. Le cantique d'Habacuc (Hab 3) suit, avec le cantique de Moïse pour les enfants d'Israël (Deutéronome 32:1-43). Le texte suivant est le cantique de la Bénédiction de trois enfants, puis le Te Deum attribuée à saint Ambroise de Milan, le cantique de Zacharie (Luc 1:68-79) et le Magnificat (Luc 1:46-55 ). Le Magnificat est accompagné d'une illustration de la Vierge tenant un petit enfant qui n'est pas l'enfant Jésus, mais une représentation de son « esprit » (exultavit spiritus meus ). Le folio Nunc dimittis (Luc 2:29-32) comprend le Gloria in Excelsis. Ensuite vient l'Oratio Dominica secundum Matheum (Mt 6:9-13) et le Crédo des Apotres sur la même folio. Dans l'enluminure du Crédo, la Vierge tient l'enfant Jésus avec une auréole.
Ensuite, vient le Symbole d'Athanase. Dans l'enluminure apparaît un groupe d'hommes d'église, dont le personnage central porte un pallium d'archevêque. Ce ne doit pas être Athanase au concile de Nicée, mais peut-être Ebbo ou la représentation symbolique d'un archevêque personnifiant l'orthodoxie doctrinale du Symbole. Le Symbole d'Athanase est mentionné par James Ussher en 1647, dans son De Symbolis, lorsque le manuscrit faisait partie de la bibliothèque de Robert Bruce Cotton, mais il disparaît en 1723. Lorsque le psautier est redécouvert au XIXe siècle, on a cru qu'il pouvait être le plus ancien manuscrit contenant le texte latin du Symbole, puisque certains pensaient que le psautier datait du VIe siècle. Les manuscrits les plus anciens incluant le Symbole d'Athanase datent, en fait, de la fin du VIIIe siècle.
Après, vient le psaume apocryphe 151.
Le psautier est relié à 12 feuilles d'un Évangéliaire, livre écrit en onciale avec un texte similaire au Codex Amiatinus. Ces feuilles datent d'environ 700 et montrent les caractéristiques typiques d'un scribe anglo-saxon.
Le psautier est aussi relié, pendant un moment, avec la charte de Reculver qui est enlevée plus tard. Robert Cotton les a peut-être reliés ensemble en raison de la taille semblable des folios.